# Атбаш
Атба́ш (івр. אתבש) — простий шифр підстановки для івриту. Даним алгоритмом зашифровано частину біблійних текстів.
Походження слова «Атбаш» пояснюється принципом заміни літер. Слово אתבש складено з літер «Алеф», «Тав», «Бет» та «Шин», тобто першої та останньої, другої та передостанньої літер давньосемітського алфавіту.

## Правило шифрування
Правило шифрування полягає у заміні i-тої літери абетки літерою з номером n − i + 1, де n — кількість літер в алфавіті.
Таким чином, перша буква алфавіту замінюється останньою, друга — передостанньою і так далі.
Приклад для латинського алфавіту виглядає так:
| Вхідний текст      | A | B | C | D | E | F | G | H | I | J | K | L | M | N | O | P | Q | R | S | T | U | V | W | X | Y | Z |
| Зашифрований текст | Z | Y | X | W | V | U | T | S | R | Q | P | O | N | M | L | K | J | I | H | G | F | E | D | C | B | A |

Застосування алгоритму до українського алфавіту:
| Вхідний текст      | А | Б | В | Г | Ґ | Д | Е | Є | Ж | З | И | І | Ї | Й | К | Л | М | Н | О | П | Р | С | Т | У | Ф | Х | Ц | Ч | Ш | Щ | Ь | Ю | Я |
| Зашифрований текст | Я | Ю | Ь | Щ | Ш | Ч | Ц | Х | Ф | У | Т | С | Р | П | О | Н | М | Л | К | Й | Ї | І | И | З | Ж | Є | Е | Д | Ґ | Г | В | Б | А |